# Францішек Смуда
Францішек Смуда (пол. Franciszek Smuda; 22 червня 1948, Любомія — 18 серпня 2024) — польський футболіст, що грав на позиції захисника. Як футболіст відомий за виступами в низці польських та закордонних клубів. Більш відомий за роботою тренера, зокрема в низці клубів найвищої польської ліги, як тренер є дворазовим володарем Суперкубка Польщі, триразовим чемпіоном Польщі, дворазовим володарем Кубка Польщі, відомий також роботою зі збірної Польщі. З 2021 до 2022 року очолював тренерський штаб команди «Вечиста» з Кракова.

## Ігрова кар'єра
Францішек Смуда народився в Любомії Водзіславського повіту в сім'ї залізничника. З 1965 року він розпочав грати в дорослій команді «Унія» (Ратибор), в якій грав до 1967 року. У 1967 році став гравцем клубу «Одра» з Водзіслава-Шльонського, а в 1970 році став гравцем хожувського «Руха». У 1970—1971 роках Смуда грав у складі мелецької «Сталі», а в 1971—1974 роках у гливицькому «П'ясті».
У 1975 році вперше поїхав грати за кордон, де нетривалий час виступав у складі американських клубів «Вістула» (Гарфілд) та «Гартфорд Байсентенніалс». У цьому ж році повернувся на батьківщину, де став гравцем варшавської «Легії», в якій грав до 1978 року.
У 1978 році Смуда знову поїхав грати до США, де протягом року грав у клубах клубів «Лос-Анджелес Ацтекс», «Сан-Хосе Ерзквейкс» та «Окленд Стомперс». У 1979 році польський футболіст перейшов до західнонімецького клубу «Гройтер», а завершив виступи на футбольних полях у складі іншого західнонімецького клубу «Кобург» у 1983 році.

## Кар'єра тренера
Після завершення виступів на футбольних полях Францішек Смуда розпочав тренерську кар'єру в низці нижчолігових західнонімецьких клубах. У 1989 році колишній польський футболіст очолив турецький клуб «Алтай», де пропрацював з 1989 по 1990 рік, після чого до 1992 року тренував іншу турецьку команду «Коньяспор».
У 1993 році Францішек Смуда повернувся на батьківщину, де очолив клуб найвищої польської ліги «Сталь» (Мелець). У 1995 році Смуда став головним тренером команди «Відзев», з якою в першому ж сезоні роботи здобув титул чемпіона Польщі, в наступному сезоні разом з клубом він повторив цей успіх, а також здобув титул володаря Суперкубка Польщі. Проте сезон 1997—1998 роков виявився для команди з Лодзя невдалим, і тренер залишив команду.
Згодом протягом 1998—1999 років Смуда очолював тренерський штаб клубу «Вісла» (Краків), з яким також здобув титул чемпіона країни. Але вже на початку нового сезону залишив команду, отримавши пропозицію від клубу клубі «Легія» з Варшави. Проте з варшавською командою нових титулів тренер не здобув, і в 2001 році знову став головним тренером краківської команди «Вісли». У цьому сезоні Смуда здобув з «Віслою» спочатку Суперкубок Польщі, а в кінці сезону й Кубок Польщі. Але вже на початку нового сезону тренер знову очолив лодзинський «Відзев», втім попрацював у ньому недовго, після чого очолив нижчоліговий клуб «Пьотрковія», але в 2003 році повернувся до «Відзева», який знову очолював з невеликою перервою в 2003—2004 роках. У 2004 році Смуда працював у кіпрському клубі «Омонія», утім уже в цьому ж році повернувся на батьківщину, де очолив клуб «Одра» (Водзіслав-Шльонський), з якою працював до наступного року.
У 2005 році Францішек Смуда очолив клуб «Заглемб'є» (Любін), залишив команду з Любіна 2006 року. У цьому ж році очолив клуб «Лех» з Познані, з якою здобув Кубок Польщі у сезоні 2008—2009 років. У другій половині 2009 року знову працював у клубі «Заглемб'є» (Любін), проте вже в жовтні цього року залишив команду.
29 жовтня 2009 року Францішек Смуда очолив тренерський штаб національної збірної Польщі для підготовки до виступу на домашньому для польської збірної чемпіонату Європи 2012 року. Проте на самому чемпіонаті в груповому турнірі збірна Польщі двічі зіграла внічию, та один раз програла, після чого вибула з турніру, а Смуда добровільно покинув пост головного тренера, заявивши, що його контракт із федерацією закінчився після завершення європейської першості.
У 2013 році Францішек Смуда кілька місяців очолював німецький клуб «Ян» (Регенсбург), а в другій половині року знову став головним тренером команди «Вісла» (Краків). Цього разу тренер не здобув із краківською командою нових титулів, і в 2015 році покинув посаду.
З 2016 до 2017 року Смуда очолював тренерський штаб команди «Гурник» (Ленчна). У 2017 році він черговий раз очолив лодзинський «Відзев», проте не досягнувши з командою особливих успіхів, уже в 2018 році покинув команду з Лодзя. У цьому ж році повернувся до «Гурника» з Ленчни, покинув «гірників» у 2019 році.
З 2021 до 2022 року Францішек Смуда очолював тренерський штаб нижчолігової команди «Вєчиста» з Кракова.

## Титули і досягнення

### Як тренера
- Володар Суперкубка Польщі (2):

«Відзев»: 1996
«Вісла» (Краків): 2001
- Чемпіон Польщі (3):

«„Відзев“»: 1995–1996, 1996–1997
«Вісла» (Краків): 1998–1999
- Володар Кубка Польщі (2):

«Вісла» (Краків): 2001–2002
«Лех»: 2008–2009